# Laviolle
Laviolle es una comuna francesa situada en el departamento de Ardèche, de la región de Auvernia-Ródano-Alpes.

## Historia
Fue creada en 1841 por segregación de terrenos pertenecientes a la comuna de Antraigues-sur-Volane.

## Demografía
| Gráfica de evolución demográfica de Laviolle entre 1841 y 2022 |
|                                                                |

Los datos demográficos contemplados en este gráfico se han cogido de la página francesa EHESS/Cassini.